# Christoph Wilke
Christoph Wilke (* 7. April 2002 in Stadthagen) ist ein deutscher Rollstuhltennisspieler in der deutschen Rollstuhltennis-Nationalmannschaft.

## Leben
Christoph Wilke wurde aufgrund eines Gendefekts ohne das linke Bein geboren und hat eine Spastik und Sehnenverkürzung im rechten. Mit einer Beinprothese hat Christoph die Gelegenheit zu laufen. Aufgrund der Sehnenverkürzung im rechten Bein wird das Laufen jedoch erschwert, weswegen er  im Alltag auf den Rollstuhl angewiesen ist.
Bereits in jungen Jahren wurde er aufgrund seiner Beeinträchtigung, insbesondere wegen der Sehnenverkürzung, wegen welcher sein Fuß an den Oberschenkel gezogen wurde, häufig operiert. Bis zu seinem neunten Lebensjahr wurde er über 18 Mal in Basel operiert. In seiner Jugend hat er viele Sportarten, darunter Rollstuhleishockey und Kickboxen, ausprobiert. Als er jedoch 2013 auf das Rollstuhltennis stieß, entwickelte sich Christoph dort. Es war für ihn zunächst wichtig, Sport zu machen, um abzunehmen. Die ersten drei Jahre im Rollstuhltennis hat Christoph nur Spaßturniere gespielt, bis 2016 bei seinem ersten internationalen Turnier die Wende kam und er sich dafür entschied, seinen Weg im Rollstuhltennissport zu gehen.
Zudem ist Christoph Wilke Mitgründer eines Unternehmens zum Sport- und Eventmanagement.

## Tennislaufbahn
Seit 2013 spielt Wilke Rollstuhltennis und konnte sich bis auf Platz 16 in der Junioren-Weltrangliste (Juniors Singles Ranking) spielen. 2021 spielte er die erste volle Saison im Herrenbereich und konnte sich innerhalb dieses Zeitraums von Weltranglisten-Rang (ITF Singles Ranking) 506 auf Rang 80 verbessern. Ende 2024 stand Wilke auf Platz 75 der Weltrangliste.
Sein erstes Turnier im Herrenbereich gewann er bei den "Flanders 25" in Belgien.

## Bisherige Erfolge
- 2. Platz bei den Vilnius Open im Doppel in Litauen (2018)
- Deutsche Meisterschaft im Breitensport (2019)
- 3. Platz beim Amjoy Cup (2019)
- Einzug in die Top 20 der Junioren-Weltrangliste (2019)[6]
- Sportler des Jahres 2019 in Schaumburg
- Doppel-Vizemeister mit Antony Dittmar Leistungssportbereich 2020
- Doppel-Vizemeister mit Bianka Osterer im Leistungssportbereich 2021
- Sieg bei den "Flanders 25" (im Second Draw) 2021 in Belgien[7]
- Einzug in die Top 100 der Herren-Weltrangliste (2021)
- Niedersachsens Behindertensportler des Jahres 2022[8]
- World Team Cup Qualifikation Platz 5 (2022)